# Pinky Webb

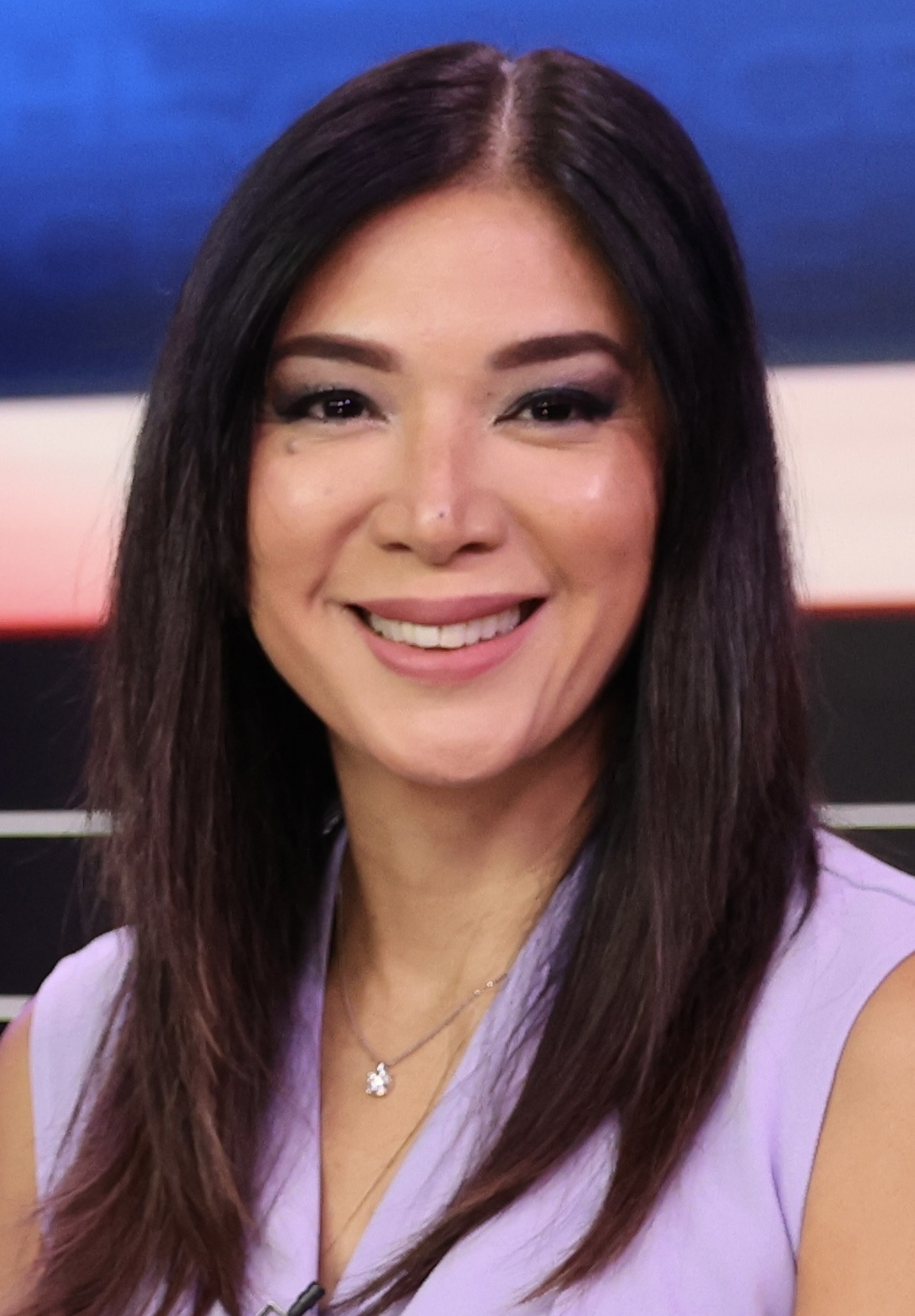

Joanna Marie "Pinky" Webb (11 juni 1970) is een Filipijns journaliste en televisiepresentatrice.

## Biografie
Pinky Webb werd geboren als Joanna Marie Webb op 11 juni 1970. Ze is een van de zes kinderen van voormalig basketballer Freddie Webb en Elizabeth Pagaspas. Webb volgde onderwijs aan het Colegio San Agustin en studeerde daarna aan De La Salle University. In eerste instantie begon ze aan die universiteit met een studie psychologie, waarna ze overstapte naar een studie Management
Webb werkte al vanaf 1997 voor ANC (ABS-CBN News Channel). Haar televisie carrière bij ABS-CBN begon echter in 2007 als presentatrice van de ochtendshow Umagang Kay Ganda. Van 2009 tot 2012 presenteerde ze samen met Ted Failon het opinieprogramma Tambalang Failon at Webb op de radiozender DZMM. Op televisie was ze 2009 tot 2015 actief als presentatrice van Dateline Philippines op de zender ANC. Verder was ze onder meer presentatrice van XXX: Exklusibong, Explosibong, Exposé en TV Patrol Weekend. In mei 2015 nam ze ontslag ze bij ABS-CBN.
In 2016 begon ze bij CNN Philippines. Daar presenteerde ze onder meer Balitaan en het dagelijkse actualiteitenprogramma The Source. Ook werkte ze van 2017 tot 2018 mee aan On The Record en was ze van 2018 tot 2019 presentatrice van Business Matters.